# Phare de Lapa
Le phare de Lapa est un ancien phare situé sur l'église Notre-Dame de Lapa dans la ville de Póvoa de Varzim, dans le district de Porto (Région Nord du Portugal).
Il fut géré par l'autorité maritime nationale du Portugal à Oeiras (Grand Lisbonne). Il est désormais inactif depuis les années 1960.

## Histoire
La première référtence historique de la présence d'un feu maritime dans la ville de Póvoa de Varzim date du 16e siècle. Il était situé à l'emplacement actuel et avait le nom de « facho desta vila » (littéralement, place du phare) où l'église de Lapa a été construite en 1770. En mai 1833, le château de Póvoa a demandé à la ville de garder la lumière active durant six nuits. Durant la guerre civile portugaise (1828-1834) la lumière a été maintenue active dans la forteresse. En 1857, la lumière est installée à côté de l'église sur une structure en fer (voir gravure) et portait le nom de « Facho da Atalaia da Ordenança » pour indiquer l'alignement correct d'entrée au port.
Puis la lumière a été établie sur l'église, en raison de la grande dévotion des pêcheurs locaux. En 1892 la lumière est devenue la lumière avant de l'entrée du port de Póvoa de Varzim, en alignement avec le phare de Regufe. La lumière a été désactivée dans les années 1960 en raison de la construction des nouveaux brise-lames du port.
Identifiant : ARLHS : POR075.
|                               |
| Eglise de Lapa et la lanterne |

|                         |
| Ancienne gravure (1868) |

### Lien connexe
- Liste des phares du Portugal